# 東蟹谷村
東蟹谷村（ひがしかんだむら）は、かつて富山県西礪波郡にあった村。現在の小矢部市南部の東蟹谷地区で、地区内には小矢部インターチェンジや小矢部市ホッケー場、小矢部市野球場がある。 伊藤ハムの北陸工場も地区内にある。
村名は中世に存在した蟹谷荘（蟹谷郷）の東側であることに由来する。

## 沿革
- 1889年（明治22年）4月1日 - 町村制の施行により、礪波郡藤森（ふじのもり）村、平桜（ひらざくら）村、平田（ひらた）村、小森谷（こもりだに）村、渋江（しぶえ）村、杉谷内（すんないち）村、名畑（なばた）村の区域の一部、戸久新村の区域の一部及び安養寺村の区域の一部の区域をもって、礪波郡東蟹谷村が発足する。
- 1896年（明治29年）3月29日 - 郡制の施行のため、礪波郡が分割して、西礪波郡が発足により、西礪波郡に所属となる。
- 1954年（昭和29年）11月18日 - 西礪波郡砺中町及び東蟹谷村が合併して、西礪波郡砺中町が発足する。

## おもな出身者
- 松本正雄 - 小矢部市長